# Янковиці (Шидловецький повіт)
Янковиці (пол. Jankowice) — село в Польщі, у гміні Шидловець Шидловецького повіту Мазовецького воєводства.
Населення — 211 осіб (2011).
У 1975-1998 роках село належало до Радомського воєводства.

## Демографія
Демографічна структура станом на 31 березня 2011 року:
|          | Загалом | Допрацездатний вік | Працездатний вік | Постпрацездатний вік |
| -------- | ------- | ------------------ | ---------------- | -------------------- |
| Чоловіки | 100     | 21                 | 63               | 16                   |
| Жінки    | 111     | 21                 | 57               | 33                   |
| Разом    | 211     | 42                 | 120              | 49                   |